# 목포 번화로 일본식 상가주택-1
목포 번화로 일본식 상가주택-1은 대한민국 전라남도 목포시에 있는 일제강점기의 건축물이다. 2018년 8월 6일 대한민국의 국가등록문화재 제718-7호로 지정되었다.

## 개요
근대기 목포의 대표적 번화가이자 중심거리였던 본정(현재의 번화로)의 사거리 모퉁이에 위치한 점포주택 건물로 근대기 동양척식주식회사 주변 시가지의 흔적과 기억을 담고 있고 해방 이후 상업 경제 공간 요소를 보여주는 건축물이다. 건축형식은 1층은 일본 전통신 게다(下駄)를 판매하는 점포이었고 2층은 주거용 주택을 형성한 일본식 도시점포주택 형식인 마찌야(町家) 형식의 주상복합형 건축물로 모서리 부분 벽면을 45도 방향으로 처리한 점이 특이한 구조이다.

## 같이 보기
- 목포 근대역사문화공간

## 참고 자료
- 목포 번화로 일본식 상가주택-1 - 국가유산청 국가유산포털